# Gare de Luc (Lozère)
Gare de Luc vasútállomás Franciaországban, Luc településen.

## Vasútvonalak
Az állomást az alábbi vasútvonalak érintik:
- Saint-Germain-des-Fossés-Nîmes-Courbessac-vasútvonal

## Kapcsolódó állomások
A vasútállomáshoz az alábbi állomások vannak a legközelebb:
- Gare de Langogne
- Gare de La Bastide - Saint-Laurent-les-Bains